# Qwentin
Qwentin é uma banda de rock portuguesa surgida na cidade de Cartaxo, no ano de 2003, e é composta por: Drepopoulos Qwentinsson (baixo), Gospodar Qwentinsson (guitarra, voz), Morloch Qwentinsson (programações, teclados), Qweon Qwentinsson (guitarra, voz) e Bárány Qwentinsson (bateria). Para além da música, a componente visual tem especial relevância no universo dos Qwentin. Em palco, apresentam-se maquilhados e vestidos de fato e saia, com o negro e a teatralidade como temáticas dominantes.

## História
Nascidos das cinzas de diferentes projectos de rock and roll, punk, metal, hard rock, psicadélia e outras disciplinas do espectro musical, os Qwentin surgiram, em 2003, com a sua própria versão de “alternativo”, situado entre a ficção científica e a fantasia.
Praticam um rock de âmbito global e influências cinematográficas, assente na multiplicidade linguística e na criação de temas que progridem como filmes.
Assumindo-se como uma banda europeia, segundo os próprios afirmaram em entrevista ao jornal “O Mirante”, os Qwentin formaram-se no Cartaxo, em 2003, tendo-se estreado no Festival Tejo – um evento de verão dedicado às bandas portuguesas de todos os quadrantes e degraus da escada da ribalta. Assim, em Julho de 2003, Drepopoulos Qwentinsson (baixo), Gospodar Qwentinsson (guitarra, voz), Morloch Qwentinsson (programações, teclados), Qweon Qwentinsson (guitarra, voz) e Vjlasson Qwentinsson (bateria), apresentam-se ao vivo no palco nº 3 do Festival Tejo, na Praia da Casa Branca (Azambuja).
Em Abril de 2004, e com a mesma formação, ganham o concurso AZB002 (organizado pelo Município da Azambuja) que lhes garante a presença no Palco Novos Talentos da edição desse ano do Festival Tejo, realizada em Valada (Cartaxo) – onde partilham o palco com nomes como Zen, Fonzie, Ramp ou Mão Morta. Com esta actuação vieram as primeiras reacções críticas da imprensa portuguesa: “espanto”, “admiração” e “mistério”, foram algumas das palavras escolhidas para classificar o universo em permanente construção dos Qwentin.
As suas actuações ao vivo têm sido descritas como "desafiantes", e a sonoridade como uma "mutação prog com Zeppelin no horizonte", embora difícil de rotular. "Os Qwentin não fazem nada do que se espera e aí reside o seu mérito."
O ano de 2004 leva ainda o nome Qwentin ao Hard Rock Café Lisboa. No início de 2005 é gravado, nos estúdios Toolateman, o primeiro EP da banda – intitulado “Il Commence Ici”. A produção esteve a cargo de Dominique Borde e Ary (Blasted Mechanism). O espectáculo de apresentação é feito no já extinto bar Touro Louco, no Cartaxo, perante uma acotovelada audiência de uma centena de pessoas. Pouco depois desta actuação, Vjlasson deixa a banda, e entra Qartafla Qwentinsson para o lugar de baterista. Segue-se um período marcado por uma série de actuações ao vivo, com passagem por Almeirim, Azambuja, Entroncamento (com Blind Zero), Esposende, Lisboa (Santiago Alquimista), Nazaré (com Blister), Santarém e Viseu. Entre concertos, os Qwentin fazem uma nova incursão nos estúdios Toolateman. De novo com produção de Dominique Borde e Ary, é criado o EP “Uomo-Tutto”, que, para além de melhorar os temas anteriormente gravados, adiciona duas novas faixas: “Uomo-Tutto” e “Chewbacca’s Blues”.
Chegado o Verão, a promotora Código 365 convida os Qwentin para encerrar o palco Blitz daquela que viria a ser a última edição do Festival Tejo, na Azambuja. Moonspell, Kreator, Transglobal Underground e Asian Dub Foundation são alguns dos nomes mais sonantes do cartaz desse ano. Entretanto, os Qwentin produzem o seu primeiro videoclip, para promoção de “Il Commence Ici”, assinado pelo realizador Ricardo Leal Pereira. Em Outubro, a Antena 3 e o Município do Cartaxo convidam os Qwentin para uma entrevista em directo nas “Manhãs da 3”, com Nuno Markl e Ana Galvão.
Os primeiros meses de 2006 são dedicados à criação de “Homem-Tudo”, um espectáculo pluridisciplinar, que funde vídeo, performance, teatro e música. Estreou a 15 de Abril, no Centro Cultural do Cartaxo, e contou com as participações do actor Tiago Graça Nogueira e do cineasta Ricardo Leal Pereira. Durante os trabalhos de preparação para a estreia, Qartafla abandona a banda, e para o seu lugar entra Bárány Qwentinsson, que se estreia em “Homem-Tudo”. Na sequência do sucesso deste espectáculo, os Qwentin são convidados a regressar ao CCC, em Setembro, para uma apresentação menos teatral, mas ainda assim com uma componente performativa e visual bastante forte – que viria a tornar-se, daí em diante, a forma elementar de Qwentin em palco. O mesmo espectáculo que, semanas depois, apresentam em Portalegre, no âmbito do certame “Games 2006”: um evento que trouxe a Portugal alguns dos maiores nomes da indústria de videojogos e programação multimédia.
Chegado o mês de Outubro, a banda decide colocar um hiato nas actuações ao vivo, para se dedicar à gravação do seu álbum de estreia, “Première!” (lançado a 15 de Novembro de 2007), produzido por Daniel Cardoso (Head Control System, Del), nos estúdios Ultra Sound, em Braga. O trabalho conta com doze temas, interpretados em castelhano, inglês, português, francês, italiano, holandês e esperanto.
No dia 15 de Fevereiro de 2008, actuaram no Coliseu dos Recreios (Lisboa), como banda de suporte para os norte-americanos 30 Seconds To Mars, perante cerca de 4.000 pessoas. Foi, até à data, a maior audiência registada pela banda.

## Discografia
- Il Commence Ici EP (2004)

1. "Il Commence Ici
2. "Jornalisma
3. "N.F.O. Kronikoj

- Uomo-Tutto EP (2005)

1. "Uomo-Tutto"
2. "Il Commence Ici"
3. "Jornalisma"
4. "N.F.O. Kronikoj"
5. "Chewbacca’s Blues"

- Première! (2007)

## Formações
| Ano  | Banda                   | Banda                | Banda             | Banda                 | Banda                | Título              |
| Ano  | Baixo                   | Guitarra, Voz        | Guitarra, Voz     | Samples, Programações | Bateria              | Título              |
| ---- | ----------------------- | -------------------- | ----------------- | --------------------- | -------------------- | ------------------- |
| 2003 | Drepopoulos Qwentinsson | Gospodar Qwentinsson | Qweon Qwentinsson | Morloch Qwentinsson   | Vjlasson Qwentinsson | Curta-Metragem Demo |
| 2004 | Drepopoulos Qwentinsson | Gospodar Qwentinsson | Qweon Qwentinsson | Morloch Qwentinsson   | Vjlasson Qwentinsson | Il Commence Ici EP  |
| 2005 | Drepopoulos Qwentinsson | Gospodar Qwentinsson | Qweon Qwentinsson | Morloch Qwentinsson   | Qartafla Qwentinsson | Uomo-Tutto EP       |
| 2006 | Drepopoulos Qwentinsson | Gospodar Qwentinsson | Qweon Qwentinsson | Morloch Qwentinsson   | Bárány Qwentinsson   | Première!           |